# Транскрипција
Транскрипција у лингвистици представља преношење звукова из једног језика у други писаним симболима. Промена система записа је пресловљавање. То је у ствари прилагођено писање израза страних језику у који се транскрибује. У савременој лингвистици, разликују се два начина транскрипције — гласовна и правописна. Гласовна представља пренос гласовима језика у који се транскрибује најсличнијим онима у језику из кога се транскрибује. Правописна представља пренос према претходно одређеним транскрипционим правилима и највећим делом је заснована на првој.

## Историја
У писању туђих властитих имена и израза у стандардном српском језику примењују се два поступка — прилагођено (примењиво и у ћирилици и у латиници) и изворно писање (примењиво само у латиници). Иако су у данашњој норми оба поступка примењива, па чак и изворно писање продуката популарне културе (називи музичких група, песама, филмова) у ћирилици, у прошлости то није био случај.
Смишљајући прво писмо за словенске језике (глагољицу око 863), Ћирило и Методије су притом прилагођено писали грчка имена (претеча правописне транскрипције). Сем што у глагољици не постоје еквиваленти слова тета, пси и кси, они су створили праксу деклинационог прилагођавања класичних назива. Тако, на пример, они за Словене нису били Кирилос и Методиос (према грч. Κύριλλος και Μεθόδιος), већ Ћирил и Методиј (за јужне), односно Кирил и Мефодиј (за остале).
Ипак, стварањем ћирилице дошло је и до увођења облика у коме су грчке графије дословно преношене. Тако су и они постали стсл. Кѷриллъ и Меѳодїи (са ћириличкима ижицом и фитом, еквивалентима грчког ипсилон и тета, односно словенских и и т/ф). Стари писари су овај графемски пренос доста примењивали, али није био стран ни фонетски запис. Ипак, сви су пратили Ћирилово начело у вези са наставцима. Штошта, оно је касније проширено, па отуда и облици Ћирило и Методије.
Стварањем националних ћирилица, нестала је могућност дословног писања имена из грчког и словенских ћириличких језика. Тиме је прилагођено писање постало опште правило ћириличких правописа. У латиничким правописима, напротив, доминантно је изворно писање имена из других језика који користе исто писмо. У српској двоазбучној пракси, прилагођавање је широко распрострањено и у латиници, док је навод изворног назива у загради, подбелешкама (фуснотама) или индексима увек отворена могућност. Ако се аутор из неког разлога одлучи за изворно записивање и у ћириличком тексту, и то је правописно коректно.

## Врсте преноса
У стандардне шеме транскрипције за лингвистичке потребе спада Међународни фонетски алфабет (МФА, ИПА) и његов ASCII еквивалент Фонетски алфабет метода процене говора (САМПА). Они служе у сврху гласовне (фонетске) транскрипције, којом се настоји записивање назива симболима циљног језика са најсличнијом гласовном вредношћу. Пример за то јесте реч итал. pizza. Гласовна транскрипција овде занемарује изворни запис, те се у потпуности ослања на изговор речи — . Сви гласови су присутни у српском језику, па је коначан запис пица — п , и , ц , а .
У случају да се у страној речи налазе гласови неприсутни у српском, узима се најближи еквивалент. Пример би била Кинескиња Циси (кин: 慈禧, Cíxǐ), гласовно представљена као . У њеном имену јавља се безвучни меки фрикатив . Како тај глас не постоји у српском језику, требало би узети њему најсличнији, дакле  (дотични несрпски глас може бити и ).
Да транскрипција ипак није Циши, већ Циси, одређује правопис. Таква транскрипција, без обзира на то да ли се поклапа са фонетском или не, назива се правописном (ортографском). Правопис језика у који се транскрибује садржи тачно одређена правила, тј. упутства како транскрибовати одређене гласове. У већини случајева, правописна транскрипција, за разлику од фонетске, није у потпуности базирана на изговору, већ у потпуности или делимично на писму. На пример, у Правопису српскога језика из 2010. године пише да се немачко ch преноси као х, а француско као ш, без претераног помињања фонетског записа.

## Неправилности
Правописно одређивање преноса речи понекад се разликује у односу на фонетски пренос, иако измењени глас постоји у српском језику. Такве неправилности често су настале кроз историју или на неки други дуготрајан начин. Пример за то било би преношење руског слова ч  са изговором  према писму, иако је тај глас у потпуности остварен читањем српског слова ћ. Други пример је и транскрипција јапанског језика, чије се  преноси као з уместо дз,  као ч уместо ћ, а  и  као џ уместо ђ и ж.
Изузеци при транскрипцији, који се представљају као укорењене речи, постоје. Примери јесу неформални поздрав ћао и амерички произвођач аутомобила Шевролет. Према правилима транскрипције са италијанског језика, заснованог на изговору , потпуни пренос био би чао. Како је оцењено да је ћао  транскрипција која се увелико користи, она је означена као изузетак. Исти случај је и са Шевролетом , који би по правилима, али и према француском изговору , требало да буде Шевроле .

## Међујезички пример
У овој табели налази се пример гласовне транскрипције имена бившег руског председника познатог на српском као Борис Јељцин, са прихваћеним хибридним формама у различитим језицима. Име Борис није само транскрипција, већ додатно и пресловљавање.
| Руски језик       |                                    |
| Транслит. ISO 9   |                                    |
| Школска транслит. |                                    |
| МФА транскрипција |                                    |
| Српски језик      |                                    |
| Енглески језик    |                                    |
| Француски језик   |                                    |
| Немачки језик     |                                    |
| Пољски језик      |                                    |
| Грчки језик       | Μπορίς Νικολάγιεβιτς Γιέλτσιν      |
| Арапски језик     | بوريس نيكولايفيتش يلتسين           |
| Кинески језик     | 鮑里斯·尼古拉耶維奇·葉利欽         |
| Јапански језик    | ボリス・ニコラエヴィチ・エリツィン |
| Корејски језик    | 보리스 니콜라예비치 옐친           |
| Грузијски језик   | ბორის ნიქოლაევიჩ ელცინი            |
| Јерменски језик   | Բորիս նիկոլաեվիչ Ելցին             |
| Хинди индијски    | बोरिस निकोलयविच येल्तसिन                   |

## Извори и напомене
1. ↑  „Transkripcija (lot. transcriptio – perrašymas)”. Tarptautinių žodžių žodynas. Архивирано из оригинала 09. 03. 2014. г. Приступљено 25. 12. 2012.
2. 1 2 3 4  „Prilagođeno pisanje (transkripcija) imena iz stranih jezika”. Prijemni Infostud. Архивирано из оригинала 01. 11. 2012. г. Приступљено 25. 12. 2012.
3. 1 2 3 4  Пешикан, Митар; Јерковић, Јован; Пижурица, Мато (2010). „Прилагођено писање имена из страних језика (транскрипција)”. Правопис српскога језика. Нови Сад: Матица српска. стр. 171. ISBN 978-86-7946-079-0.
4. ↑  „Phonemic (Broad) Transcription of Australian English”. MacQuaire University. Приступљено 25. 12. 2012.